# Ulomyia expetenda
Ulomyia expetenda är en tvåvingeart som beskrevs av Wagner 1978. Ulomyia expetenda ingår i släktet Ulomyia och familjen fjärilsmyggor. Inga underarter finns listade i Catalogue of Life.